# 오틸리오 울라테 블랑코
오틸리오 울라테 블랑코(스페인어: Otilio Ulate Blanco)는 코스타리카의 정치인이다. 1949년부터 1953년까지 대통령으로 재직했다. 본명은 루이스 라파엘 델 라 트리니다드 오틸리오 울라테 블랑코(스페인어: Luis Rafael de la Trinidad Otilio Ulate Blanco)이다.
그는 어머니(에르미다 블랑코)쪽으로 프랑스인의 피가 흐르고 있다. 그는 영국인 여성 헤이디 로하스 스미스와의 사이에서 올가 마르타 울라테 로하스(1937-2007)과 마리아 에르미다 울라테 로하스(1938-)라는 두 딸을 낳았으나 결혼은 하지 않았다.
라 트리부나와 디아리오 데 코스타리카와 같은 언론사에서 저널리스트로 활동하다가, 정치 활동에 전념하기 시작했다. 1948년 2월 8일에 있던 선거 때 야당을 이끌었으나, 라파엘 앙헬 칼데론 과르디아 前대통령에 의해 무성과로 끝나고 말았다.
1940년대 말, 테오도로 피카도(Teodoro Picado)대통령의 부정 선거와 내전 등으로 국가 혼란이 심각해 지자, 호세 마리아 피게레스 페레르가 군대를 폐지하였다. 그는 피게레스의 후임으로, 대통령으로 선출되었다. 이후 그는 코스타리카 중앙 은행을 설립하였으며, 후안 산타마리아 공항을 건설하였다. 1953년에는 여성들에게 투표권을 주기도 했다.
이러한 정책에도 불구하고, 그는 퇴임을 6개월 앞두고 대통령직을 사임했다. 다시 대통령이 되기 위해 1962년 대선에 출마하지만 프란시스코 오를리치(Francisco Orlich)에게 패하였다. 이후 1970년부터 1971년까지 스페인 대사로 일했으며, 1941년부터 죽을 때까지 코스타리카 어학 아카데미(Academia Costarricense de la Lengua)의 일원으로 일했다.
1973년 10월 27일 산호세에서 82세를 일기로 타계했으며, 그의 유해는 알라후엘라에 묻혀 있다. 1974년 9월 3일 "민족의 영웅"으로 선언되었다.